# Keishi
KeiC(keishi)（けいし、1985年2月23日 - ）は、日本の作曲家、作詞家、シンガー、編曲家。本名非公開。富山県出身。血液型A型。

## 略歴
2008年に脱サラし作曲家として音楽活動スタート。その後シンガーソングライターとして活動開始。2011年の東日本大震災を自宅で迎え、水やお米等を調達しすぐに現地へ向かい、数ヶ月のボランティア生活を東北にて送った。現在ではその経験をもとに、大学や高校、サークル等で講演を行いながら、ボランティア活動を続けている。最後のツアーで、故郷上市町最大のクラシックホール北アルプス文化センターでの講演を最後にアーティストとしての活動を終了。

2014年8月に活動を再開し、2014年12月に事務所を移籍。2015年3月には、移籍第一弾シングルとして誓愛-chikai-を全国リリース。

## 音楽性
シンガーソングライターとして演奏形態はアコースティックギター弾き語り、ピアノ弾き語り。サポート演奏の際は、アコースティックギター、ピアノ、ベース、エレキギターと様々である。自身の楽曲は、全て作詞作曲を自身で行い、主に作曲はギター、ピアノで行う。

## 人物
3人兄弟の長男。未婚。アーティスト名は本名のアルファベット表記を使用。
バイブルはSinging Mind〜心を唄う〜、ファンからの愛称は「HOT & TENDER」、「HOT & TENDERお兄さん」。
趣味は料理、サーフィン、ドライブ、野球。特に料理は大好きで、自身のブログに手料理ばかりを載せていた所、出版社から「料理本を出さないか」と話を受けたというエピソードがある。

## 仕事
応援歌の依頼が多く、近年では大分県カヌー協会公式応援ソングや、中野省吾騎手の公式応援ソングなども手がけている。

## 主な提供曲
- 「トモダチ」　絵本「カモシカとしょかん」イメージソング作曲
- 「Try!!Myself」　南関東公営競馬騎手・中野省吾公式応援ソング
- 「"まっ直ぐに"」　大分県カヌー協会公式応援ソング
- 「ふるさと-mind in home-」　富山県上市町観光親善ソング